# Les Bureaux de Dieu
Pour plus de détails, voir Fiche technique et Distribution.
Les Bureaux de Dieu est un film franco-belge réalisé par Claire Simon, sorti en 2008.

## Synopsis
Au Planning Familial, les femmes se racontent : Djamila aimerait prendre la pilule parce que maintenant avec son copain c’est devenu sérieux, la mère de Zoé lui donne des préservatifs mais la traite de pute, Nedjma cache ses pilules hors de chez elle car sa mère fouille dans son sac, Hélène se trouve trop féconde, Clémence a peur d'avorter, Adeline aurait aimé le garder, Margot aussi, Maria Angela aimerait savoir de qui elle est enceinte, Ana Maria a choisi l’amour et la liberté.
Anne, Denise, Marta, Yasmine, Milena sont les conseillères qui reçoivent, écoutent chacune se demander comment la liberté sexuelle est possible.
Dans les bureaux de Dieu on rit, on pleure, on est débordées. On y danse, on y fume sur le balcon, on y vient, incognito, dire son histoire ordinaire ou hallucinante.

## Fiche technique
- Titre : Les Bureaux de Dieu
- Réalisation : Claire Simon
- Scénario : Natalia Rodriguez Forero et Nadège Trébal
- Production : Richard Copans, Philippe Carcassonne et Philippe Kaufmann
- Musique : Arthur Simon
- Photographie : Philippe Van Leeuw et Claire Simon
- Montage : Julien Lacheray
- Etalonnage: Paul Englebert
- Décors : Raymond Sarti
- Costumes : Nathalie Raoul
- Pays d'origine :  France,  Belgique
- Format : couleur - 2,35:1 - Dolby Surround - 35 mm
- Genre : comédie dramatique
- Durée : 122 minutes
- Dates de sortie : 20 mai 2008 (festival de Cannes), 5 novembre 2008 (France)

## Distribution

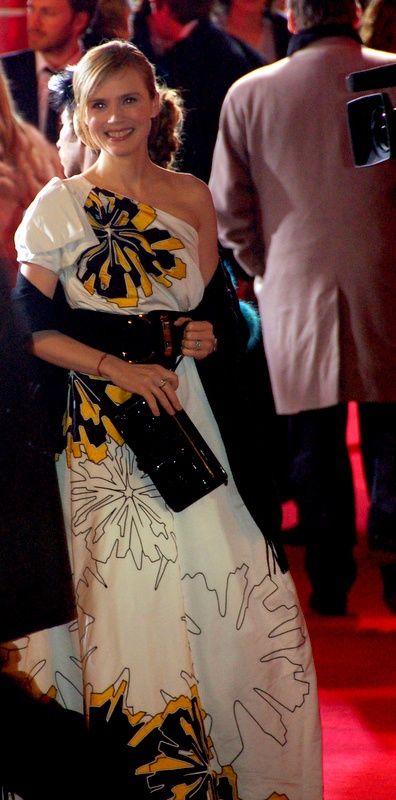
L'actrice Isabelle Carré, pour la présentation du film au Festival de Cannes 2008.

- Nathalie Baye : Anne, une conseillère du planning familial
- Nicole Garcia : Denise, une conseillère du planning familial
- Rachida Brakni : Yasmine, une conseillère du planning familial
- Isabelle Carré : Marta, une conseillère du planning familial
- Béatrice Dalle : Milena, une conseillère du planning familial
- Marie Laforêt : Martine, une conseillère du planning familial
- Marceline Loridan-Ivens : Marceline, une conseillère du planning familial
- Lolita Chammah : Emmanuelle, une aspirante conseillère du planning familial
- Emmanuel Mouret : Pierre, un aspirant conseiller du planning familial
- Anne Alvaro : le docteur Marianne
- Michel Boujenah : le docteur Lambert
- Manon Garcia : Valérie, une assistante sociale

Et par ordre d'apparition :
- Mounia Dahou : la jeune fille d'origine algérienne
- Céline Mane : l'étudiante en droit
- Zara Prassinot : Zoé, la jeune fille qui déteste sa mère
- Amel Deleu : la jeune fille qui cache ses pilules
- Rachelle Kanga : la jeune fille trop féconde
- Alice Niay : la jeune fille au collier de perles
- Evelyne Tissier : la femme sortie de l'hôpital psychiatrique
- Carole Bennequin : la barmaid
- Laure Tognini : la femme aux raisons professionnelles
- Christelle Coelho : la jeune fille portugaise
- Isabel Coelho : la mère portugaise
- José Guerreiro : le père portugais
- Loredana Acquaviva : la femme italienne
- Tania Petrovna : la prostituée bulgare

## Projet et réalisation
Le générique de fin précise : 

« Le scénario de ce film a été écrit à partir de scènes réelles observées dans plusieurs centres du Planning Familial entre 2000 et 2007. »